# Maui
Maui a Hawaii-szigetcsoport második legnagyobb szigete, amit hat vulkán hozott létre körülbelül 70 millió évvel ezelőtt.  Hawaii szigettől északra, Honolulutól délkeletre helyezkedik el.

## Történelme
A szigeten az első lakosok polinéz hajósok voltak, akik utódai ma is Mauin élnek. A polinézeknél taburendszer uralkodott, ami meglehetősen szigorú volt.
1778-ban James Cook volt az első európai, akinek sikerült eljutnia Mauira. 1823-ban érkeztek az első misszionáriusok Új-Angliából, akik teljesen átalakították a mauiak kultúráját, történelmét, de cserébe megtanították őket írni és olvasni.
1849-ben hozta létre az első cukornádültetvényt George Wilfong. 1852-ben kínai munkásokat hozatott a földek művelésére. A cukornád telepítése ezután hosszú időn keresztül folytatódik, bár egyes területeket emiatt öntözni kellett és nagy távolságból szállították ide az ehhez szükséges vizet. 1876-ban öntözőrendszert hoztak létre a cukornádültetvények öntözésére, amihez a vizet a 27 km-re lévő Haikuból a szárazabb Wailukuba szállították. Körülbelül ebben az időszakban Claus Spreckels sivatagos földet vásárolt Puunene közelében a bennszülöttektől alacsony áron, mivel ők azt elátkozott helynek tartották. Spreckels majdnem 50 km-es öntözőrendszert építtetett, ami a csapadékos Haikuból Puunene-be napi 200 000 m³ vizet szállított.
A cukornád kereskedelme még inkább fellendült 1876-ban, amikor Kalakaua király egyezményt kötött az Egyesült Államokkal a cukornád eladásáról.
1891-ben Kalakaua király a szigettől északra fekvő, „hideg” San Franciscóba látogatott, ahol megfázott és a Sheraton Hotel királyi lakosztályában elhalálozott. A trónt nővére, Liliuokalani örökölte. 1893. január 17-én amerikai cukornád-ültetvényesek és misszionáriusok leszármazottai amerikai tengerészek támogatásával házi őrizetbe helyezték a palotájában Liliuokalani királynőt. A királyság korszaka ezzel véget ért. Az újonnan létrejött köztársaság első vezetője Sanford Dole, maga is cukornád-ültetvényes volt. 1898-ban Hawaii területét az Egyesült Államokhoz csatolták.
Az ültetvényesek szerződéssel még több munkást hozattak a szigetre, akik származási helye Puerto Rico (1900), Korea (1903) és a Fülöp-szigetek (1907–1931) volt. A legtöbb bevándorló tartósan letelepedett és családot alapított. Ezalatt a bennszülöttek földnélkülivé váltak és kisebbségbe kerültek a saját szülőföldjükön.
Ezután nagyjából 100 évig a cukornádültetvények határozták meg Maui gazdaságát és társadalmát, a sziget gyakorlatilag az USA gyarmata volt.
1941. december 7-én japán repülőgépek megtámadták az amerikai Pearl Harbor támaszpontot. Ez Maui szigetén is azonnali változást hozott: hadiállapotot hirdettek ki, és az ültetvényesek egy nap leforgása alatt elvesztették a hatalmukat a sziget irányítása fölött. A japán és német származású amerikaiakat internálták, Hawaii éjszakánként teljesen elsötétült az esetleges bombatámadások elkerülése miatt, a Waikiki Beach köré szögesdrótot vontak és az Aloha Tower álcázást kapott.
A második világháború után rövid idő alatt gyökeres változások következtek be. A háborúban harcolt hawaii katonák ízelítőt kaptak a külvilágból. Hazatérve magasabb béreket, jobb munkakörülményeket követeltek. A királyság megdöntése óta uralkodó fehéreket választásokkal eltávolították a hatalomból, és a Demokratikus Párt munkás vezetőit nevezték ki.
1959-ben Hawaii az Egyesült Államok teljes jogú tagjává vált. Még ugyanabban az évben 250 000 turista érkezett a szárnyait bontogató államba.
1960-ban az Amfac, a Pioneer Sugar Co. tulajdonosa a Lahaina melletti területben fejlesztési lehetőséget látott (a területet addig a cukornádipar szeméttelepének használták). Elhatározták, hogy itt luxuskörülményeket teremtenek a Kaanapali nevű területen a turisták számára, akik hamarosan özönleni kezdtek.
Egy évtizeddel később az Alexander & Baldwin cég (a legnagyobb cukornádültetvény tulajdonos) a Kihei nevű helytől délre általuk birtokolt kopár, száraz területen létrehozta a Wailea nevű üdülőövezetet. Az 1970-es évek közepére egymillió ember látogatott évente Mauira. Tíz évvel később ez a szám kétmillióra növekedett.

## Földrajza
Itt található a 3000 méteres Haleakala vulkán. Nevének jelentése: „a Nap háza”. Ez a világ egyik legnagyobb, nyugalomban lévő vulkánja. A legközelebbi kitörése 200 éven belül várható.

## Éghajlata
Maui a trópusi zóna szélén fekszik. Csak két évszaka van: száraz évszak („nyár”: áprilistól októberig), esős évszak („tél”: novembertől márciusig). Eső majdnem minden nap esik valahol. Nyáron a legmelegebb hőmérséklet 29 °C, télen 26 °C. A nyugati és déli oldala a szigetnek rendszerint melegebb és szárazabb. A keleti és északi fele hűvösebb és nedvesebb. A hegyeknek és völgyeknek köszönhetően változatos a mikroklíma; néhány kilométer távolságon belül található nedves és sivatagos terület is.
Az idő mindig kellemes, mivel a passzátszél kilenc hónapon át fúj.

## Növény- és állatvilága
Az alacsony részeken ligetek láthatók; 300–600 m magasságban a trópusi fák alkotják az erdőket; 1800 méter magasságig a koa-akácfa és a Metrosideros jellemzik az erdőket; 2800 méternyi magasságon túl a fák eltűnnek. Sajátságos flórája Maui szigetnek a magas, tőzeges részek.
A szigeten található növények: a 15 méter magasra megnövő, piros virágú afrikai tulipánfa; a 6 méter magas „angyal trombitája” (hawaii neve: nana-honua, fehér vagy rózsaszín, trombitára emlékeztető virágai vannak – a növény minden része mérgező); a flamingóvirág (Anthurium), ami február és július között virágzik; a fügefa, ami a törzsén kívül lefelé növő gyökereivel stabilan áll a trópusi viharokban is; a murvafürt; a 20 méter magasra növő trópusi kenyérfa (Artocarpus altilis); a broméliafélék; a kávé; a gyömbér; a rákollóvirág (Heliconia); a hibiszkusz; a zsakaranda; a 20 méter magasra megnövő makadámdió; a terebélyes sámánfa; az „éjszaka virágzó cereus” (sziklafalak közelében növő kaktuszféle, virága fehér színű); a kosborfélék mindenféle színben; a csavarpálma (Pandanus); a frangipáni (Plumeria), aminek magja mérgező; a próteafélék; a maui ezüstkard (Argyroxiphium sandwicense, endemikus); a taró.
Az emlősök közül két faj endemikus: a deres denevér és a Hawaii szerzetes fóka. Ez a szerzetes fóka a karibi és földközi-tengeri, meleg vizekben élő fókafélék rokona. A 19. században majdnem teljesen kiirtották a bőre és olaja miatt. Manapság védett állat.
Az első polinéziaiak élelmezési célból hoztak magukkal kutyákat, sertést és baromfit. Ezek ma is megtalálhatók a szigeten.
Az állatvilág gazdag madarakban, de a 19. századtól a 21. századig a madárfajok egyharmada kihalt, és a megmaradtak is veszélyeztetett státuszban vannak. Az aeo, a hawaii gázlómadár mintegy 40 cm hosszú, feje és háta fekete, a hasán fehér, lábai hosszúak és rózsaszínűek. Védett lápokban él, például a Kanaha vadasparkban és a Kealia Pond-ban. A nene Hawaii állami madara.  A kihalás széléről hozták vissza szigorú védelmi törvényekkel és fogságban való szaporítással. A nene a kanadai lúd rokona, mintegy 60 cm magas, feje fekete, orcája sárga. Mindössze 500 nene él a Hawaii szigeteken: Mauin a Haleakala nemzeti parkban, a nagy szigeten a „Mauna Kea State Recreation Area” madárrezervátumban, és a Mauna Kea lejtőin. A Hawaii réti fülesbagoly, a pueo 30–40 cm magas, hajnalban vagy alkonyatkor látható. Helyi hiedelem szerint a megpillantása szerencsét hoz.
A hosszúszárnyú bálnák télen Hawaii felé vándorolnak, és általában novembertől áprilisig láthatók. Ezen a legnagyobb testű bálnán kívül más bálnafajok egész évben előfordulnak a közei vizekben, például a gömbölyűfejű delfin, a nagy ámbráscet, a kis kardszárnyúdelfin, a fehérajkú kardszárnyúdelfin, a törpe gyilkos bálna. Nagyjából 40 cápafaj fordul elő, köztük sok teljesen ártalmatlan, mint a cetcápa, de ritkán előfordul a veszélyes nagy fehér cápa is.
A tengerben mintegy 680 halfajta található, ezekből 450 a partközeli vizekben él, 120 halfaj csak itt található meg, máshol nem fordul elő. A halak közül jól ismert a nyársorrú hal, a kardhal és a tonhal. Mindegyikből több alfaj megtalálható, például hatféle kardhal a 10 kilós fajtól a 900 kg-osig.
Többféle korall van a tengerben, ezek itt kemény, sziklaszerű képződmények.

## A szigetről
Lanai, Kahoolawe és Molokai is Mauihoz tartozik. A négy szigetet együttesen Maui Nuinak nevezzük .
Maui legnagyobb városa Kahului 26 337 fős lakossággal (a 2010-es népszámlálás szerint).
A vulkánok közti jó termőföld található.

## Gazdaság

### Turizmus
A 21. század elejére a turizmus a sziget vezető gazdasági ágazatává vált, a második helyre szorítva a mezőgazdaságot.

### Közlekedés
A sziget legfőbb repülőtere a Kahului repülőtér, ami Kahului várostól keletre található. Kisebb repülőtere a nyugati parton fekszik, a Kapalua repülőtér (helyi neve: Kapalua West Maui Airport), ami csak kisebb gépek fogadására alkalmas és a helyi légiforgalmat bonyolítja le (például Honoluluból). Egy másik kisebb légikikötő a Hana repülőtér, ami a sziget keleti szélén terül el.
Közösségi közlekedés nincs a szigeten. Bérelt autóval vagy taxival lehet közlekedni. Mivel csak néhány nagyobb út van, az üdülők és strandok közelében rendszeresen közlekedési dugók alakulnak ki. A Kihei és Wailea felé vezető Mokulele Highway (Hwy. 311) veszélyes útnak számít, ahol sok a baleset. Hasonlóan veszélyes a Honoapiilani Highway (Hwy. 30) országút.
A gyalogosoknak mindenhol elsőbbségük van, a gyalogátkelőhelyeken kívül is.

## Kultúra

### Oktatás
A hawaii oktatási rendszer lehetővé teszi a gyerekek számára, hogy az óvodától a főiskoláig hawaii nyelven tanuljanak.

### Turisták figyelmébe
- A szigeten sok helyen található mosoda, ahol a ruházatot ki lehet mosni vagy mosatni.
- A szállodák, éttermek és egyéb nyilvános helyek engedékenyek a ruházatot illetően, a legtöbb helyre be lehet menni rövid nadrágban és pólóban.
- A hegyekben hajnalban akár +4 °C is lehet a hőmérséklet.
- 15–20 cm-es, barna színű, és 5–7 cm-es, kék százlábúak találhatók a nedves, árnyékos helyeken. Szúrásuk kellemetlen, amit zárt cipővel lehet megelőzni. A csípést lehetőség szerint jegelni kell, hogy ne gyulladjon be. Orvoshoz csak komolyabb tünet, például erős fájdalom, szédülés esetén kell fordulni.
- Ritkán skorpiókkal lehet találkozni a száraz, meleg helyeken. A táborozók által kirakott cipőben, ruházatban bújhatnak meg, ezeket használat előtt ki kell rázni. A skorpió csípését komolyan kell venni; azonnali tünet lehet a légszomj, szédülés, verejtékezés. A szúrásra hideg borogatást kell tenni és azonnal orvoshoz fordulni.
- Az erős napsugárzás miatt minden bőrtípusra ajánlott SPF 30-as napvédő faktorral rendelkező (vagy erősebb) krém vagy naptej használata, amit kétóránként érdemes megismételni. Könnyű, a nyakat is elfedő, világos kalap, és UV-szűrős napszemüveg viselése nélkülözhetetlen.
- 1779 óta mindössze 100 cápatámadást jegyeztek fel, ennek 40%-a volt halálos (szakértők szerint az áldozatok egy része, akik például magas szikláról estek a tengerbe, már halott volt, amikor cápa támadta meg). Nem ajánlott napfelkeltekor és napnyugtakor úszni a tengerben, továbbá ott, ahol iszapos a víz.
- Tengeribetegség: a hajókirándulás előtti napon kerülendő az alkohol, a koffein, a zsíros vagy erősen csípős étel fogyasztása. Ajánlott korán lefeküdni. A kirándulás reggelén alkalmazzuk a magunk számára legmegfelelőbb módszert: korábban már használt gyógyszer, akupresszúrás csuklószorító, gyömbértea. A hajón mindezeket már késő elővenni. A hajón érdemes a hajó középvonalának közelében tartózkodni. Kerüljük a motor füstjét, szívjuk be a friss levegőt és nézzünk a horizont irányába. Olvasni nem ajánlatos.
- A tengerben a portugál gálya nevű medúza (a vízfelszín fölé nyúló, süvegszerű gázhólyagja átlátszó vagy halvány lilás-rózsaszínes, esetleg kékes színű) csápjai akár 15 m-re is elnyúlnak, ezek érintése kellemetlen, csalánszerű, de csak ritkán veszélyes. Évente több ezer csípés történik, a gyakoribb előfordulásukra táblák figyelmeztetnek. Csípés esetén bottal vagy hasonló szerszámmal távolítsuk el a csápok esetleges maradványait, a sérülést mossuk le tiszta vízzel és fájdalom esetén tegyünk rá jeges borogatást. A fájdalom 15-20 perc múlva még kezelés nélkül is elmúlik, de a csápok érintési helyén a vöröses csíkok egy darabig megmaradnak. Az angol nevén Box jellyfishnek nevezett medúza még veszélyesebb méreggel rendelkezik, ennek csípése halálos is lehet. Nevét kissé kockaszerű hólyagjáról kapta, amit a vízben nehéz észrevenni, mert átlátszó. Csápjai 3 méterre is elnyúlhatnak. Telihold után 8-10 nappal jelenik meg a sziget szélárnyékos oldalán, és mindössze 3 napig aktív, főleg a reggeli órákban. A csípés utáni fájdalom esetleg 10 perc után megszűnik, de akár 8 órán át is tarthat. Komolyabb tünet esetén (légszomj, izomgörcs) orvoshoz kell fordulni.
- Tengerisünök: általában a tenger alján, vagy sziklák oldalán helyezkednek el. Tüskéik hegyesek, amik a bőrbe fúródva rendszerint beletörnek. A fajok kisebb része mérgező. A bőrbe fúródott tüskéket csipesszel nagyrészt el lehet távolítani. A maradékot az emberi szervezet feloldja, vagy az néhány nap vagy hét alatt kilökődik. Légszomj, erős elszíneződés, vagy vérerek közelében lévő befúródás esetén orvoshoz kell fordulni.[1]
- Vágások: a vágások gyakori oka a korallok érintése, ezt kerüljük el. A vágás a meleg tengervízben lévő baktériumok miatt orvosi kezelést igényelhet.
- Mauin nincsenek nudista strandok, a ruhátlanul mutatkozás törvénybe ütközik, a vétkest letartóztatják.
- A marihuána fogyasztása illegális.
- Heiau, vagyis ókori templom helyszínének felkeresése esetén nem szabad a sziklára felmászni, leülni rá, virágot szedni, vagy akár egy követ felvenni a földről. A mások által áldozatként elhelyezett ételhez vagy gyümölcshöz sem szabad nyúlni.
- A hawaiiak ritkán használják autójuk dudáját, inkább csak akkor, ha egy ismerőst üdvözölnek, sohasem a másik autós kioktatására.
- Mauin, mivel közel van az Egyenlítőhöz, a Nap a mérsékelt égövben megszokotthoz képest gyorsan lemegy. Ha a naplementét nézi valaki, készüljön fel arra, hogy 10-15 perc múlva sötét éjszaka lesz.
- Az olcsóbb, „Bed and Breakfast” (a szállás mellé reggelit adó) szállásoknál (és a magánházaknál) a lábbelit a belépés előtt illik levenni.

### Ünnepek
A nagyobb ünnepek alatt a szövetségi, állami és megyei irodák zárva vannak.
- A legnagyobb, leghosszabb ünnep az Aloha fesztivál, ami 500 kulturális eseményt foglal magába és augusztustól októberig tart.

Állami és megyei irodák zárva vannak az alábbi helyi ünnepek napján:
- március 26. – Kuhio herceg napja, születésnapja emlékére, Hawaii első képviselője volt az Egyesült Államok kongresszusában
- június 11. – Kamehameha király napja, a Nagy Kamehameha egyesítette a szigeteket (1795-től 1819-ig uralkodott)
- augusztus harmadik pénteke – Annak emlékére, hogy Hawaii az USA 50. állama lett 1959. augusztus 21-én

További nevezetes napok, amikor azonban a hivatalok nyitva vannak:
- Kínai újév (dátuma változó)
- március 3. – Lányok napja
- április 8. – Buddha születésnapja
- április 15. – Molokai Szent Damján atya napja
- május 5. – Fiúk napja
- augusztus – a szamoai zászló napja
- december 7. – a Pearl Harbor elleni japán támadás emléknapja

## Érdekességek
- A sziget egy helyi félistenről kapta a nevét.
- Maui korábban a Molokai Lanai-szigetek nevet viselte.
- A szigetet James Cook Sandwich-szigeteknek nevezte Earl Sandwich gróf után, aki az utazását finanszírozta.
- A hawaii wiki szó jelentése: „gyors”.
- A sárga hibiszkusz Hawaii „hivatalos” virága.
- A legtöbb helyen tilos dohányozni, még a strandokon is (ahol az eldobott csikkért büntetés jár).
- Nincs nyári időszámítás.